# جبون أسود التاج
جبون أسود التاج أو شق أسود التاج(الاسم العلمي: Nomascus concolor)، هو نوع مُهدد بالانقراض من قرود الجبون يوجد في الصين ولاوس وشمال فيتنام، يضم أربعة نويعات.